# Измирская часовая башня
Измирская часовая башня (тур. İzmir Saat Kulesi) — историческая башня с часами, расположенная на площади Конак в одноимённом районе города Измир (Турция).
Часовая башня была разработана левантийским французским архитектором Ремоном Шарлем Перем и построена в 1901 году в честь 25-летия восшествия на престол османского султана Абдул-Хамида II (правил в 1876-1909 годах). Часы сами по себе были подарком германского императора Вильгельма II (правил в 1888-1918 годах). Строение украшено в стиле османской архитектуры. Каркас башни выполнен из железа и свинца. Её высота составляет 25 метров. Вокруг основания башни расположены четыре фонтана (тур. şadırvan). Колонны выдержаны в мавританском стиле.
Часовая башня была изображена на оборотной стороне банкноты в 500 турецких лир 1983-1989 годов.
В бывших балканских провинциях Османской империи, особенно в современных сербских, боснийских и черногорских городах, таких как Белград, Приеполе, Сараево, Баня-Лука, Градачаце и Подгорица, сохранились похожие османские часовые башни. Они носят название сахат-кула (происходит от турецких слов Saat Kulesi, что означает башня с часами).

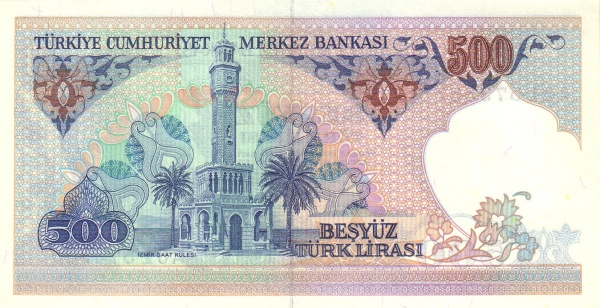
Реверс банкноты в 500 турецких лир (1983-1989)